# Julio Rey Pastor
Julio Rey Pastor (* 14. August 1888 in Logroño, Spanien; † 21. Februar 1962 in Buenos Aires) war ein  spanischer Mathematiker und Mathematik- und Wissenschaftshistoriker.

## Leben
Rey Pastor studierte Mathematik in Saragossa (Abschluss 1908) und promovierte 1909 in Madrid. 1911 wurde er Professor für Analysis in Oviedo und 1912 in Madrid. Danach studierte er mit einem Stipendium an verschiedenen  Universitäten in Deutschland (1911 in Berlin und 1913 in Göttingen bei Felix Klein). Ab 1914 lehrte er an der Universidad Complutense in Madrid. Ab 1917 lehrte er auch in Buenos Aires und wechselte für den Rest seiner Karriere zwischen  Lehrpositionen in Spanien und Argentinien. Längere Zeit war er Vorsitzender der spanischen mathematischen Gesellschaft (gewählt wurde er 1934, er nahm aber erst 1941 an  und nochmals 1955) und war Herausgeber von deren Revista Matematica Hispano-Americana.
1920 wurde er Mitglied der Königlich Spanischen Akademie der Wissenschaften und 1954 der Reial Acadèmia Espanyola.

## Schriften
- Selecta, Madrid 1988
- La ciencia y la tecnica en el descubrimiento de America, 1942 (Wissenschaft und Technik in der Entdeckung Amerikas)
- mit José Babini: Histoira de la matematica, 1951
- mit E. Garcia Camarero: La cartografia mallorquina, 1960